# TFM RADIO SHOPPING SHOPPING TOWER
TFM RADIO SHOPPING SHOPPING TOWER（ティーエフエム・レディオ・ショッピング・ショッピング・タワー）は、TOKYO FMで放送されていたラジオショッピング番組である。
かつて、JFNC制作のFM Radio Shoppingを「テレマルシェ〜FMラジオショッピング」として放送していたが、のちに「テレマルシェ」自体が終了した。

そこでこの番組が立ち上がった。
各ワイド番組の1コーナーとして放送されてきたが、2008年1月で終了した。

## 内包された各番組
- Tapestry 9:36頃→9:22頃
- ENTERMAX 16:45頃→14:35頃
- よんぱち 15:30頃
- metro pop 13:37頃

| スタブアイコン | サブスタブ | この項目は、まだ閲覧者の調べものの参照としては役立たない、ラジオ番組に関連した書きかけの項目です。この項目を加筆・訂正などしてくださる協力者を求めています（P:ラジオ/PJ:放送番組）。 |